# Ausbesserungswerk Schwetzingen

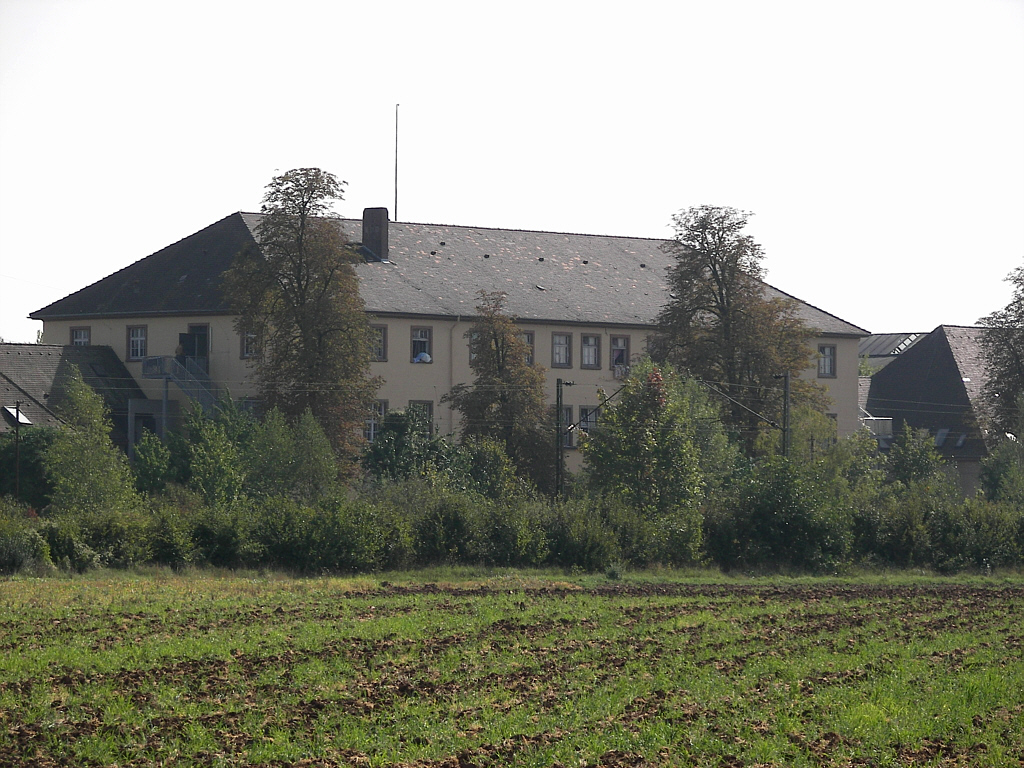
Ehemaliges Verwaltungsgebäude

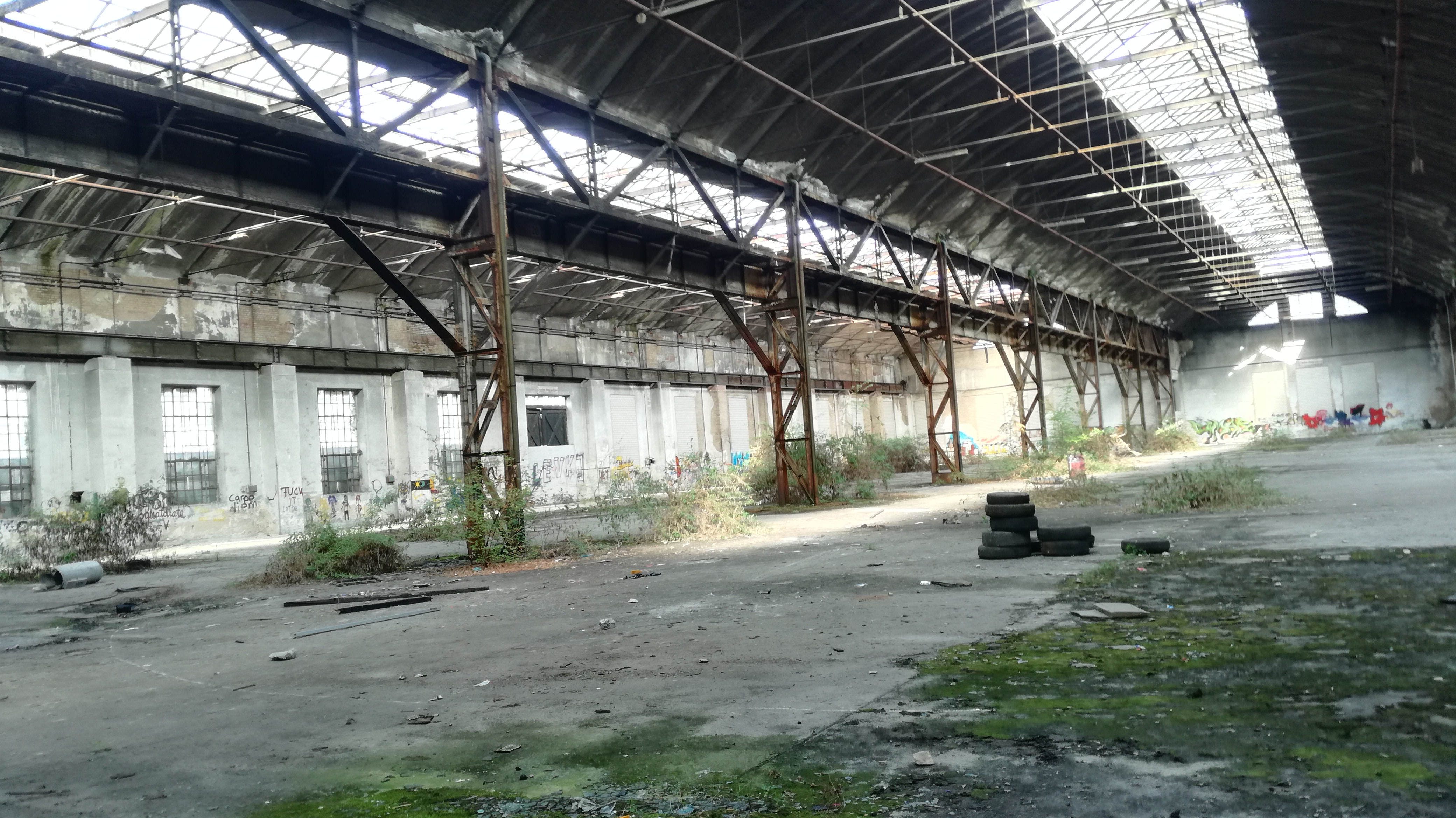
Die Wagenrichthalle II von innen

Das Eisenbahnausbesserungswerk Schwetzingen bestand von 1918 bis 1989. Es wurde auf der Gemarkungsgrenze Schwetzingen/Plankstadt errichtet und trug zuerst die Bezeichnung Eisenbahn-Betriebswerkstätte. Im Ausbesserungswerk Schwetzingen wurden Dampflokomotiven (bis 1930) und Güterwagen gewartet bzw. ausgebessert.

## Entstehung
Um die Jahrhundertwende hatten die Eisenbahnen im Deutschen Reich eine Streckenlänge von gut 51.000 km. Der Ausbau der Hauptstrecken war somit weitgehend abgeschlossen. Für die vorhandene Fahrzeugbestände reichten die bis dahin existierenden Werkstätten nicht mehr aus, so dass der Bau eines Eisenbahnausbesserungswerkes im Raum Mannheim/Heidelberg angeregt wurde. Die Wahl für ein solches Werk fiel auf Schwetzingen. In einer Sitzung des Bürgerausschusses von Schwetzingen am 14. Oktober 1912 wurde die Errichtung einer Eisenbahn-Betriebswerkstätte einstimmig beschlossen. Das Werk wurde in den Jahren 1913 bis 1917 erbaut und 1918 in Betrieb genommen.
Durch den Ersten Weltkrieg bestand hoher Bedarf an Ausbesserungsarbeiten an den Fahrzeugbeständen das zur Folge hatte, dass das Werk 1919/1920 etwa 1100 Beschäftigte hatte. Von diesem Zeitpunkt an war das Eisenbahnausbesserungswerk Schwetzingen auf Jahrzehnte der größte Arbeitgeber im Raum Schwetzingen/Plankstadt.

## Das Werk im Zweiten Weltkrieg
Zur Zeit des Zweiten Weltkrieges entstanden auf dem Werksgelände mehrere Bunkeranlagen. Im südlichen Teil wurde ein Hochbunker (Winkelturm) gebaut, an andere Stelle entstanden vier Tiefbunker, die heute noch existieren. Der Hochbunker wurde nach Kriegsende gesprengt. Auf den Dächern der Wagenhallen wurden Beobachtungstürme gegen Fliegerangriffe angebaut. Die Türme waren mit 20 mm dicken Panzerplatten als Splitterschutz verkleidet. Auf dem Werksgelände befand sich auch seit Ende 1943 ein Schießstand. Am 19. März 1945 wurde das Ausbesserungswerk von der Royal Air Force durch Fliegerangriffe beschädigt, dabei kamen 22 Beschäftigte ums Leben.

## Nachkriegszeit
In den 1960er Jahren ging die Zahl der Beschäftigten zurück, da die Arbeitskräfte aufgrund besserer Verdienstmöglichkeiten in die private Industrie abwanderten. Der Bedarf an neuen Arbeitskräften wurde durch die Anwerbung von Gastarbeitern gedeckt. Ab 1965 wurden viele der Gastarbeiter wegen des geringen Arbeitsaufkommen in den Rangier- und Verladedienst versetzt. Ab 1974 begann eine stetige Reduzierung der Arbeitsleistung mit dem Ziel, das Werk zu schließen.

## Schließung

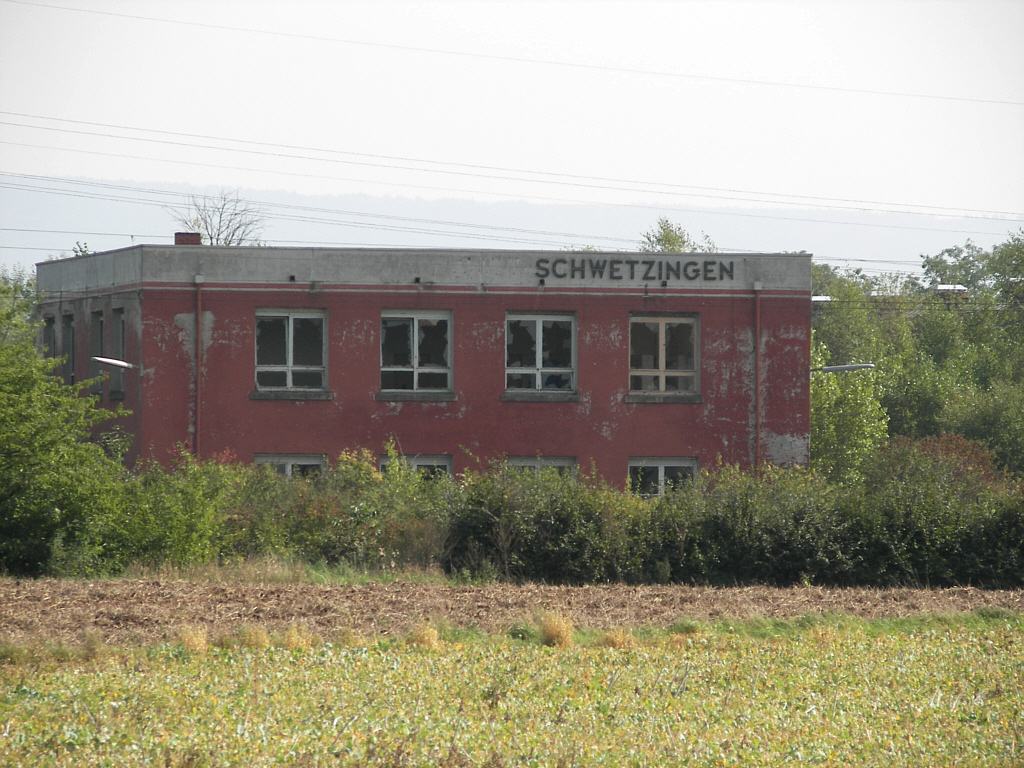
Ehemalige Ausbildungswerkstatt

Aufgrund des geringen Verkehrsaufkommen bei Güterwagen ging ab den 1970er Jahren das Arbeitsaufkommen im Ausbesserungswerk Schwetzingen immer mehr zurück. Es drohte die Schließung des Werkes; die Personalvertretung sowie die Werksleitung unternahmen große Anstrengungen diese abzuwenden. Es wurden Politiker des Deutschen Bundestages sowie des Landtages, der Bundesminister für Verkehr und der Hauptpersonalrat der Deutschen Bundesbahn mit einbezogen. Es gab Protestaktionen in Schwetzingen, hauptsächlich von den Betroffenen selbst und deren Angehörigen.
Am 11. Oktober 1983 wurde die Schließung des Ausbesserungswerks Schwetzingen mit einem Erlass des Bundesministers für Verkehr genehmigt. 1985 wurde nochmals die Einbeziehung des Werks in die Leistungsplanung der Güterwageninstandsetzung erreicht. Im April 1987 wurden weitere Arbeitskräfte in das AW Karlsruhe versetzt. Die Zentralstelle Mainz verfügte im September 1987 den weiteren Abbau von Arbeitskräften bis zur völligen Stilllegung am 31. Dezember 1989. Über 70 Jahre Eisenbahngeschichte in Schwetzingen gingen zu Ende.

## Nachnutzung
Die meisten Bauten blieben auf dem Werksgelände lange erhalten, verfielen aber mehr und mehr. Das Verwaltungsgebäude diente als Übergangsheim für Aussiedler und Asylbewerber. Zu diesem Zweck wurden auch noch zusätzlich kleinere Gebäude auf dem Werksgelände errichtet. Eigentümerin blieb zunächst die Deutsche Bahn, dann die, ursprünglich als Tochterunternehmen gegründete, Aurelis. Im Mai 2011 wurde mit den Abrissarbeiten der nicht unter Denkmalschutz stehenden Teile begonnen.
Auf dem nördlichen Teil des Geländes eröffnete der französische Sportartikelhersteller Decathlon 2013 ein Logistikzentrum. Für den kleineren Südteil, welcher der Stadt Schwetzingen kostenfrei überlassen wurde und in dem sich auch die unter Denkmalschutz stehenden Bauten der ehemaligen Wagenrichthalle II, des Pförtnerhauses sowie eines weiteren Wohnhauses befinden, ist eine gemischte Nutzung vorgesehen.

## Werkstätten und Einrichtungen
Im Laufe der über 70-jährigen Geschichte des Ausbesserungswerks Schwetzingen entstanden zahlreiche Einrichtungen auf dem Werksgelände. Einige davon wurden auch wieder stillgelegt, gerade in den 1930er Jahren, als die Aufarbeitung von Dampflokomotiven wegfiel. Danach wurden nur Güterwagen und Eichgerätefahrzeuge bzw. Sonderfahrzeuge ausgebessert.
Werkstätten
- Elektrowerkstatt
- Mechanische Tischlerwerkstatt
- Bremsventilwerkstatt
- Betriebsschlosserei
- Ausbildungswerkstatt
- Eichwerkstatt

Hallen
- Wagenricht-Halle I

2 Kräne mit je 20 t Tragkraft
2 Kräne mit je 16 t Tragkraft
6 Kräne mit je 12 t Tragkraft
- Wagenricht-Halle II

2 Kräne mit je 20 t Tragkraft
Radsatzdreherei
- Abrüsthalle

Sonstige Einrichtungen
- Drehgestellkocherei
- Schmiede/Federschmiede
- Tragfeder-Aufarbeitung
- Lagergießerei
- Schweißerei
- Altholz-Aufarbeitung

Lackiererei
Sattlerei
Farblager
- Werkfeuerwehr
- Kesselhaus
- Trafo-Station
- Kläranlage
- Schiebebühnen

A – 60 t Tragkraft
B – 50 t Tragkraft
C – 25 t Tragkraft
D – 60 t Tragkraft
E – 90 t Tragkraft
F – 90 t Tragkraft

## Sonstiges
Das Werk trug in seiner Geschichte mehrere Bezeichnungen.
- Eisenbahn-Betriebswerkstätte (bei der Eröffnung)
- Eisenbahn-Ausbesserungswerk (EAW) (in den 20er Jahren)
- Reichsbahn-Ausbesserungswerk (RAW) (in den 30er Jahren)
- Bundesbahn-Ausbesserungswerk (BAW) (ab 1949)
- Bundesbahn-Ausbesserungswerkstätte (BAWst) (ab 1986)

Der letzte ausgebesserte Güterwagen verließ das Ausbesserungswerk Schwetzingen am 10. Oktober 1988.